# Locquignol
Locquignol è un comune francese di 342 abitanti situato nel dipartimento del Nord nella regione dell'Alta Francia.
Il territorio comunale è attraversato dal fiume Rhonelle, ospita le sorgenti del fiume Écaillon e la confluenza della Helpe Mineure nella Sambre.

## Società

### Evoluzione demografica
Abitanti censiti